# Victor Réveille
Marie Joseph Victor Réveille, né le 25 mai 1866 à Agde (Hérault) et mort pour la France en mer Égée le 26 février 1916, était un officier de marine français.

## Biographie
Fils d'un capitaine au long cours, issu de l'École navale, aspirant de 1re classe en 1885, il participa sur l'aviso Brandon aux opérations au Tonkin. Enseigne de vaisseau en 1887, lieutenant de vaisseau en 1893, il prit part en 1900 aux opérations de Chine pendant la guerre des Boxers. Capitaine de frégate en 1908, il devint, au début de 1914, chef de la 3e section de l'état-major général où il fut le collaborateur apprécié de l'amiral Aubert. Pendant la Première Guerre mondiale, il fut promu capitaine de vaisseau. Nommé en janvier 1916 commandant du croiseur Bruix en Orient, il rejoignait son poste à bord du paquebot Provence-II lorsqu'il disparut volontairement dans le torpillage de ce bâtiment en Méditerranée, le 26 février 1916.

## Distinctions
- Chevalier de la Légion d'honneur le 20 septembre 1898[1],[2].
- Citation à l'ordre de l'armée par décision parue au Journal officiel de la République française du 7 avril 1916[réf. nécessaire] :

« Est resté sur la passerelle de la Provence II aux côtés du commandant qu'il n'a pas voulu quitter, et a été englouti avec lui. A jusqu'au dernier moment collaboré au maintien de l'ordre et au sauvetage du personnel. »

- Cette citation comporte l'attribution de la Croix de guerre[réf. nécessaire].
- Témoignage officiel de satisfaction, par décision du 7 juin 1909.[réf. nécessaire]
- Officier de l'Ordre des Palmes académiques[réf. nécessaire]
- Chevalier de l'Ordre du mérite naval (Espagne)[réf. nécessaire]
- Médaille commémorative de l'expédition de Chine[réf. nécessaire]
- Médaille commémorative de l'expédition du Tonkin[réf. nécessaire]